# کوه نمرود
کوه نمرود (به پارسی: کوه آفریدون) در شهرستان کاحتا استان آدی‌یامان در  ترکیه قرار دارد. بناهای تاریخی این مکان از بزرگ‌ترین ساختمان‌های دوران هلنی است. وزن بعضی از بلوک‌های سنگی به‌کار رفته در آن، به ۹ تن می‌رسد. آرامگاه آنتیوخوس یکم تئوس کوماژن، از شاهان کوماژن، در اینجا قرار دارد.
کوه نمرود را پارسیان کوه آفریدون گویند، چراکه نزد دبیران کهن نمرود و آفریدون یکی باشند: "نمروذ و اولاده، قالوا: و کان لنمروذ ثلاثه بنین: ایرج، و سلم، و طوس ( = تور)، ففوض الی ایرج ملکه"؛ نیز: "الملک لنمروذ و استوسق، و هو الذی یسمیه العجم فریدون."
پادشاهی کوماژن که در سال ۱۰۹ پیش از میلاد در جنوب شرقی آناتولی و به عنوان یک پادشاهی مستقل تاسیس یافته بود، جوامع، مذاهب و فرهنگ‌های مختلف را گرد هم آورده بود. پادشاه این تمدن با هدف تحکیم پیوند با خدایان و تامین آرامش مردم، در نقاط مختلف کشور معابد متعددی ساخته بود، معبد ساخته شده در کوه آفریدون نیز یکی از اینهاست. پادشاه آنتیوخوس یکم با هدف نشان دادن منت و سپاس خود به درگاه خدایان و به پاس احترامی که برای اسب‌هایش قائل بود، این مقبره، مجسمه‌های یادبود و کتیبه‌های بزرگ آن را ساخته است که همه از مهمترین آثار به‌جای مانده از دوره هلنیستیکی هستند.

## نگارخانه

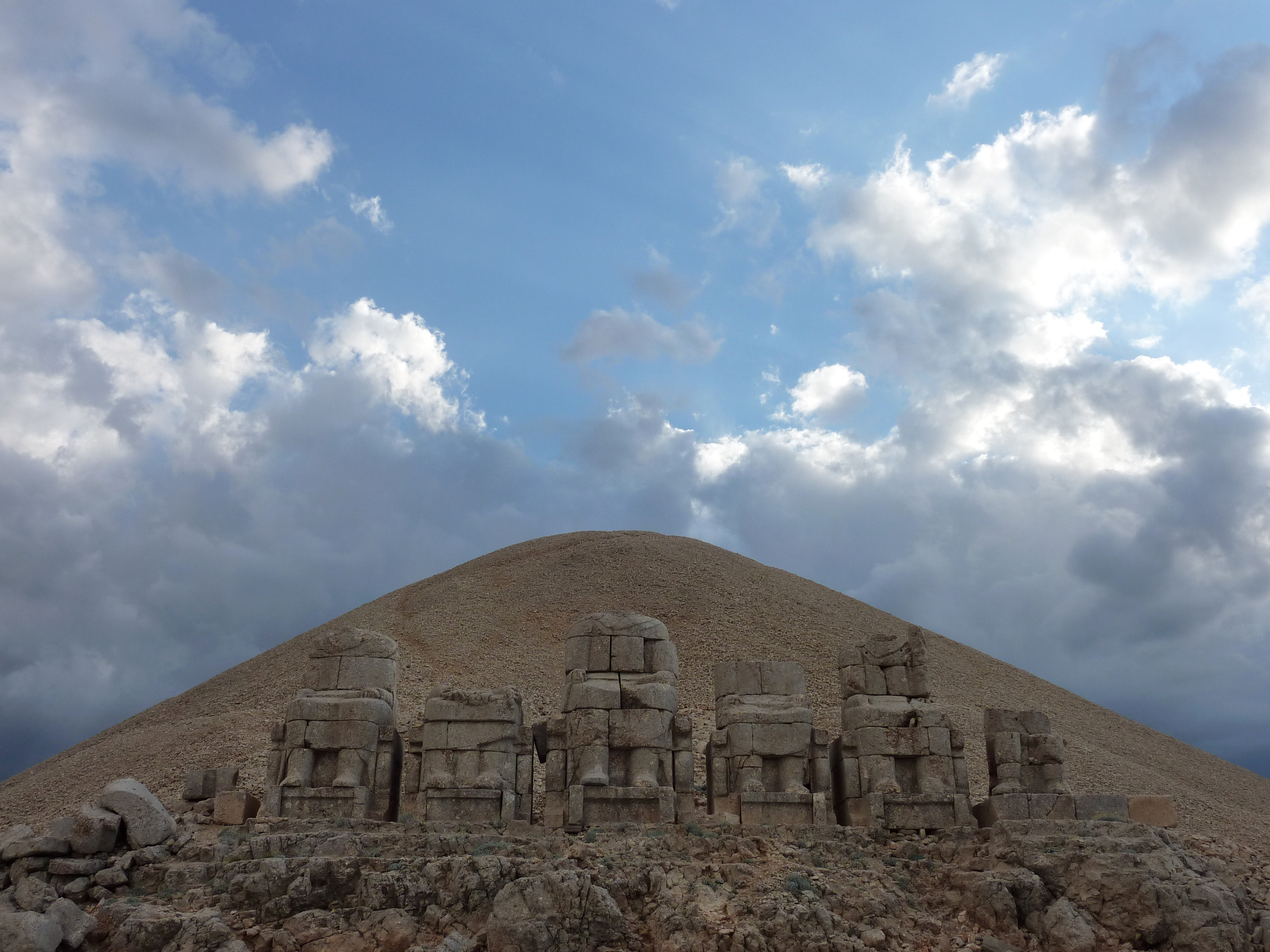
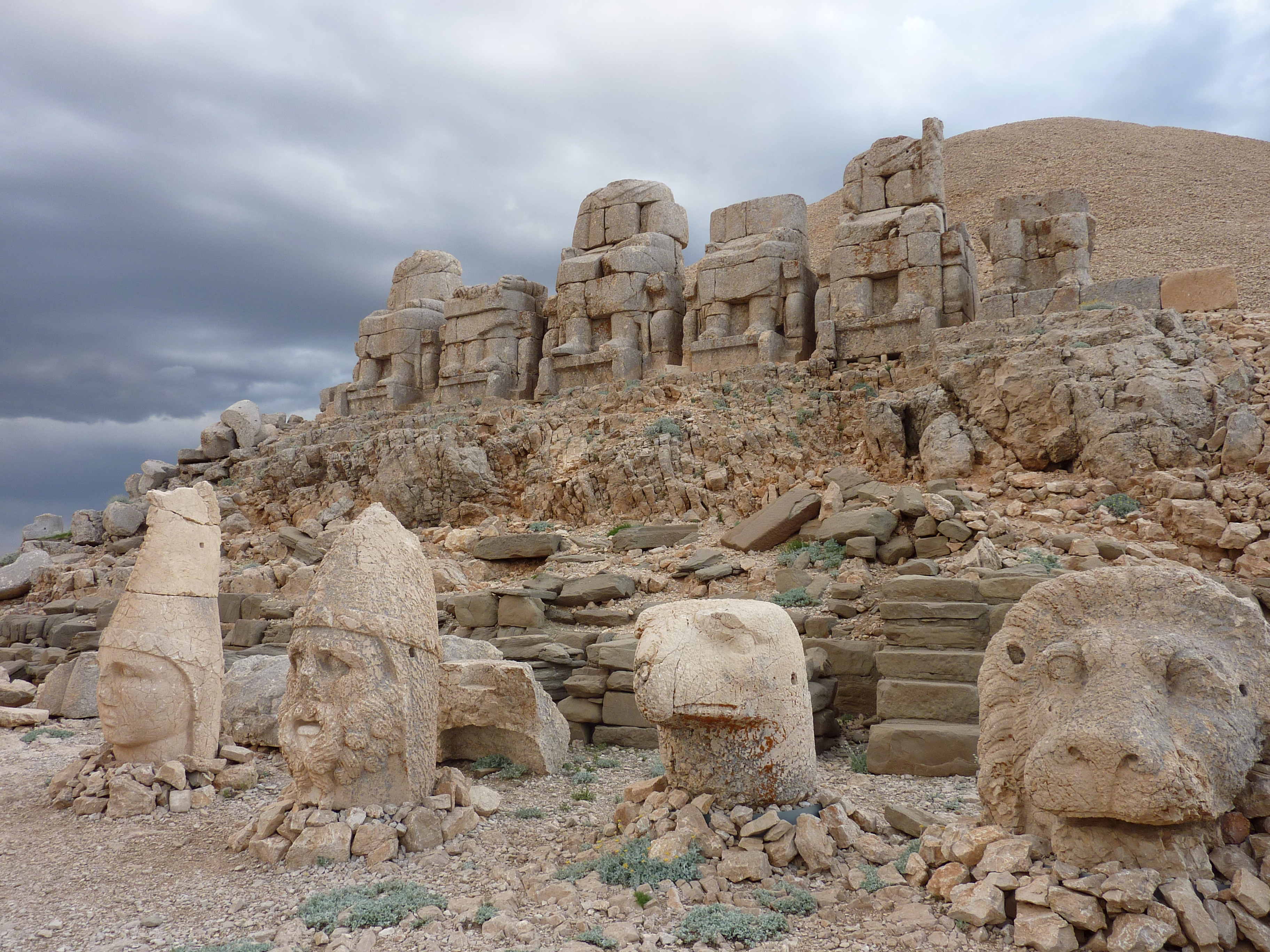
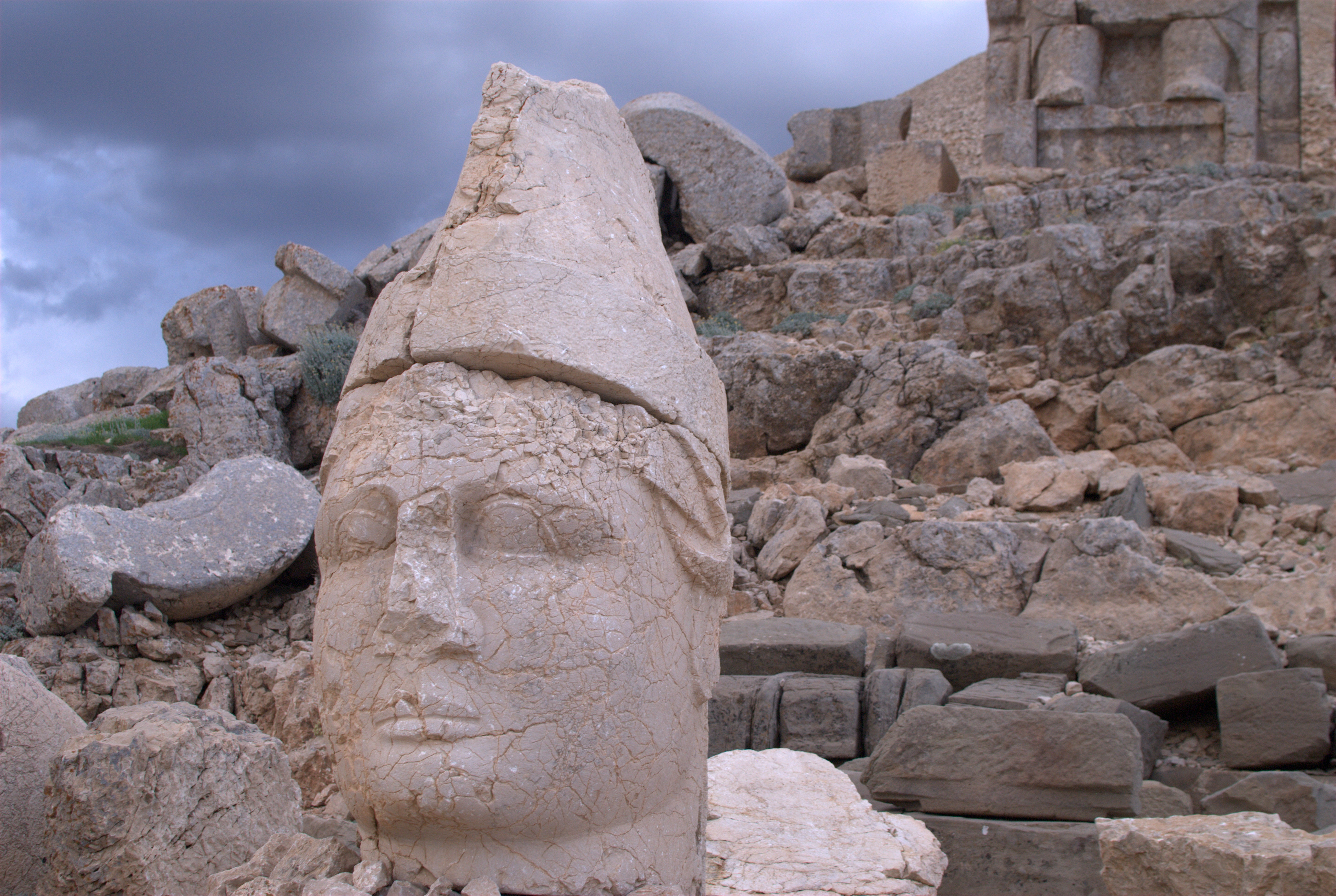
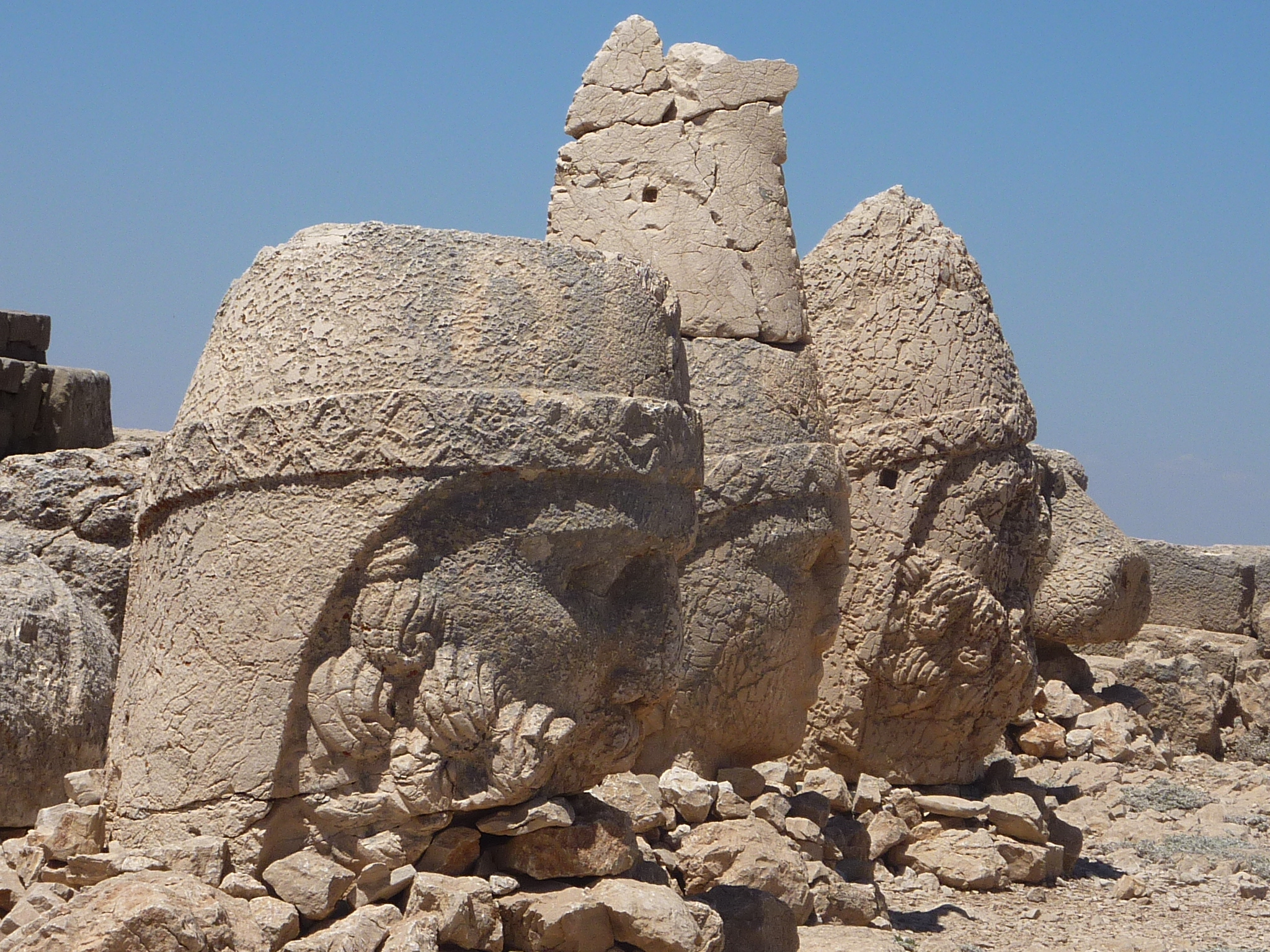
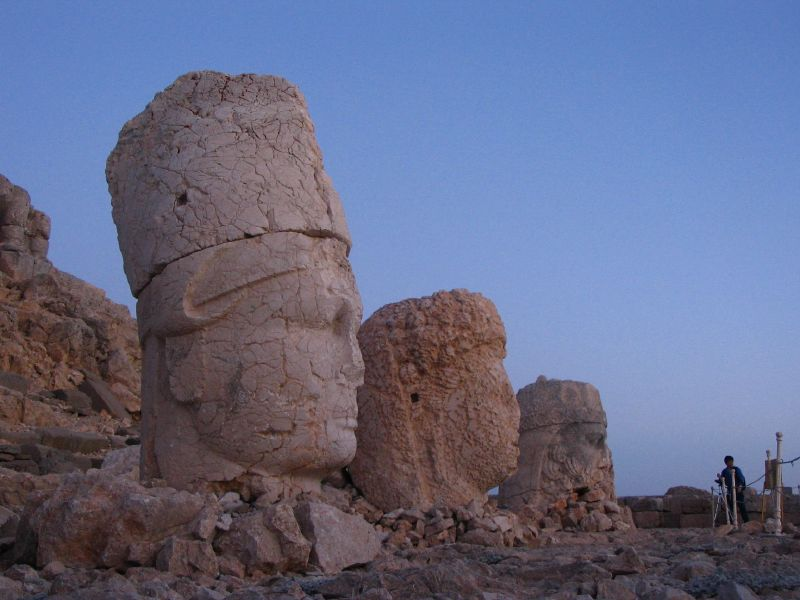
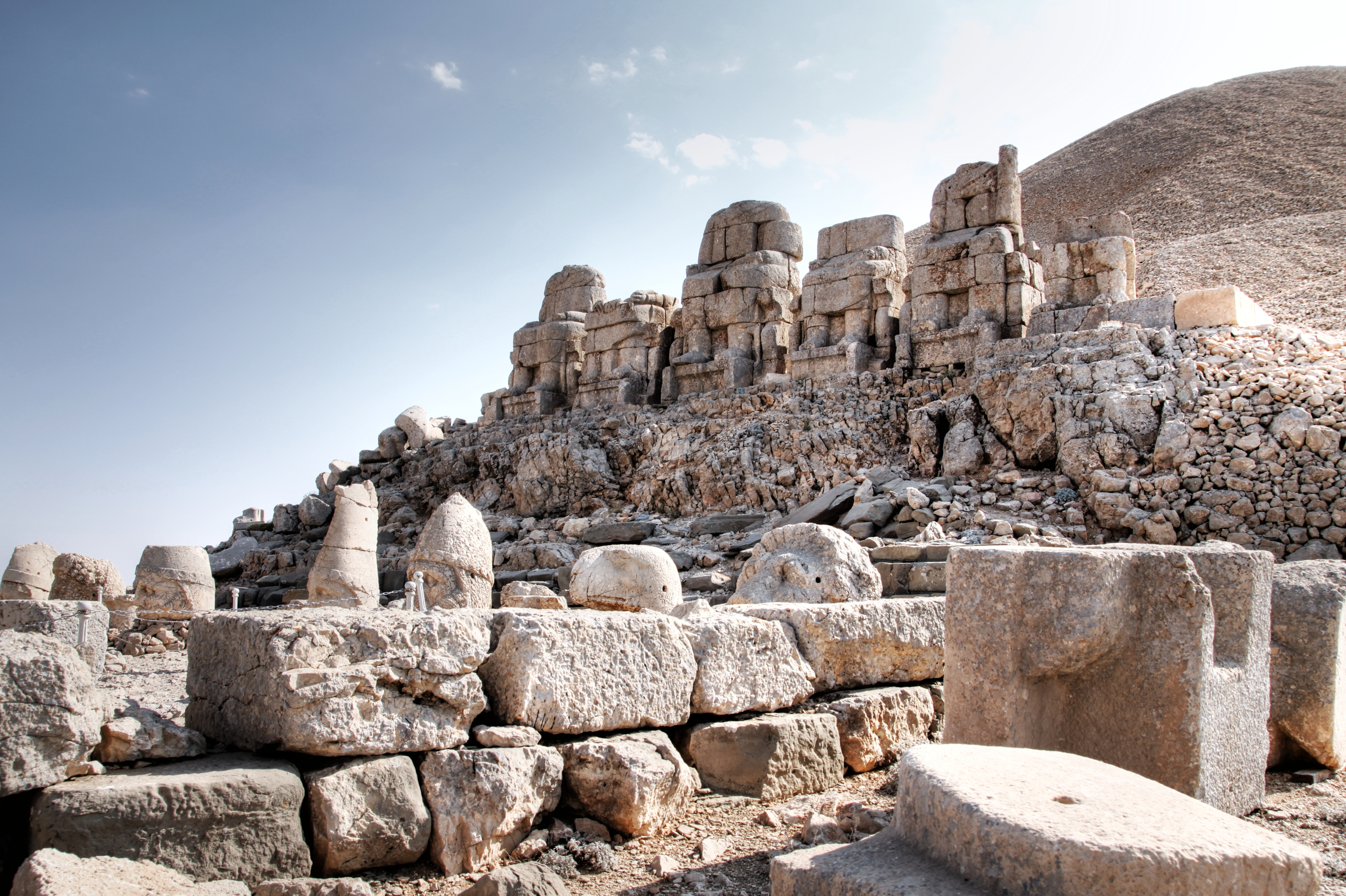
تراس شرقی
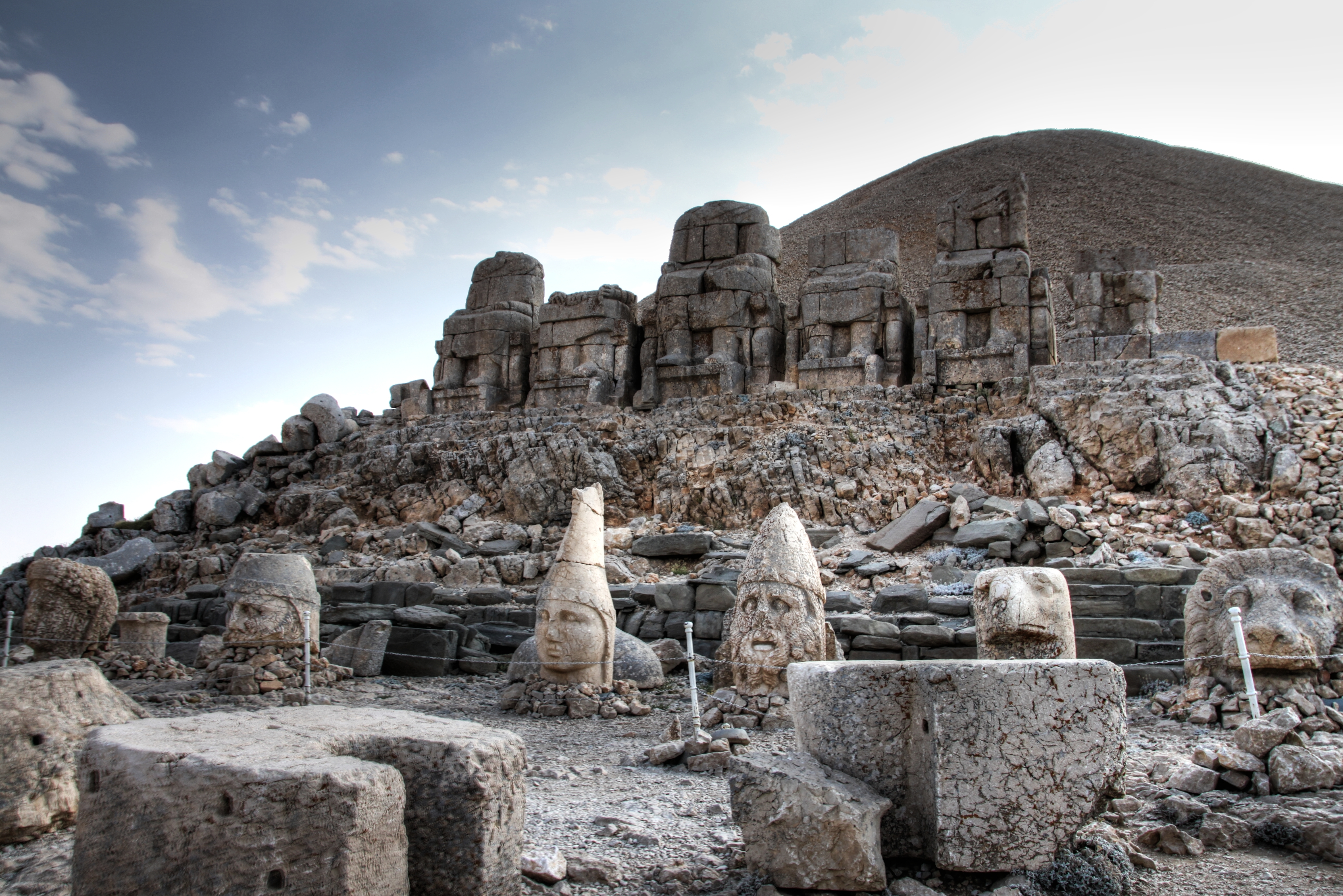
تراس شرقی
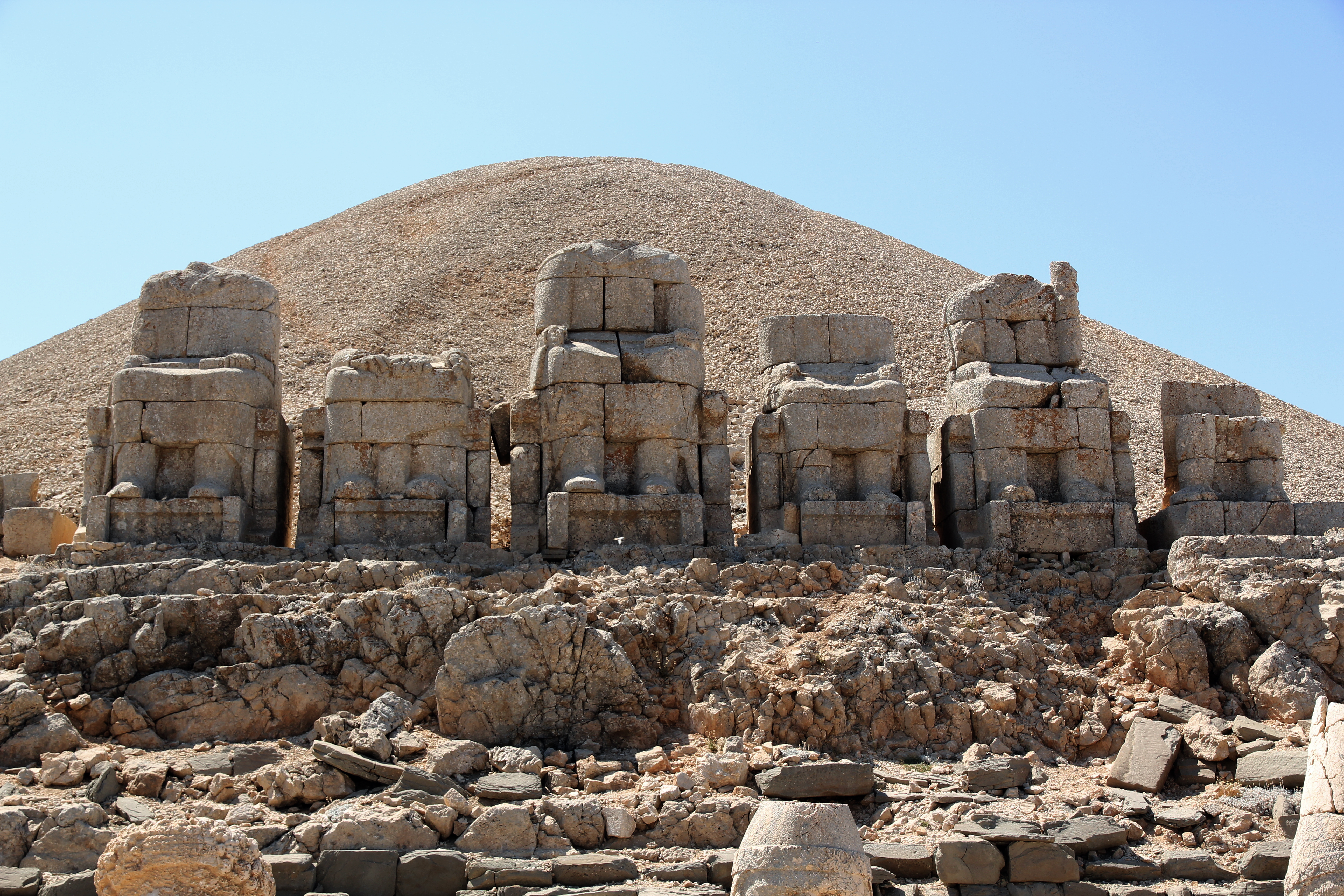
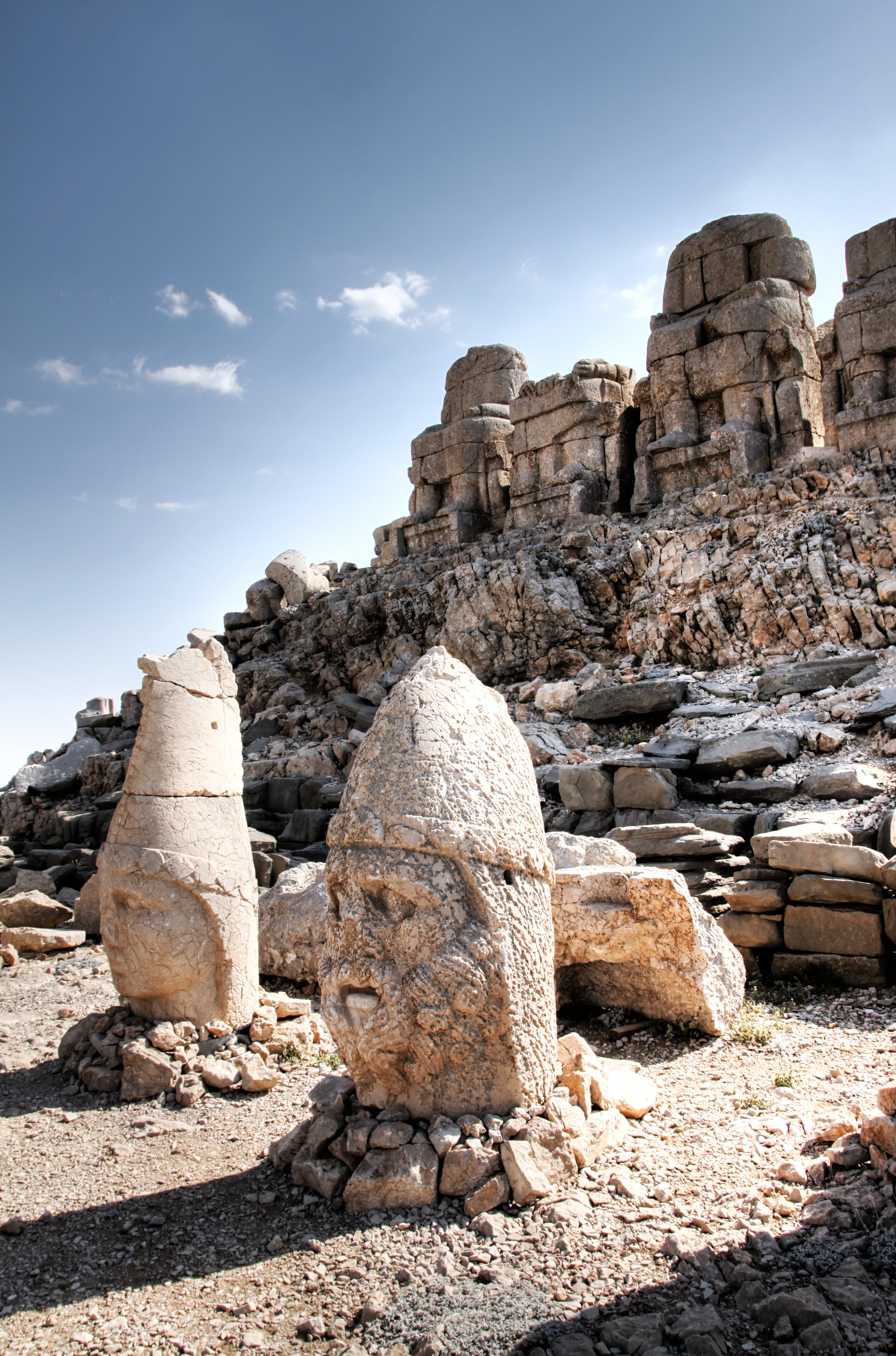
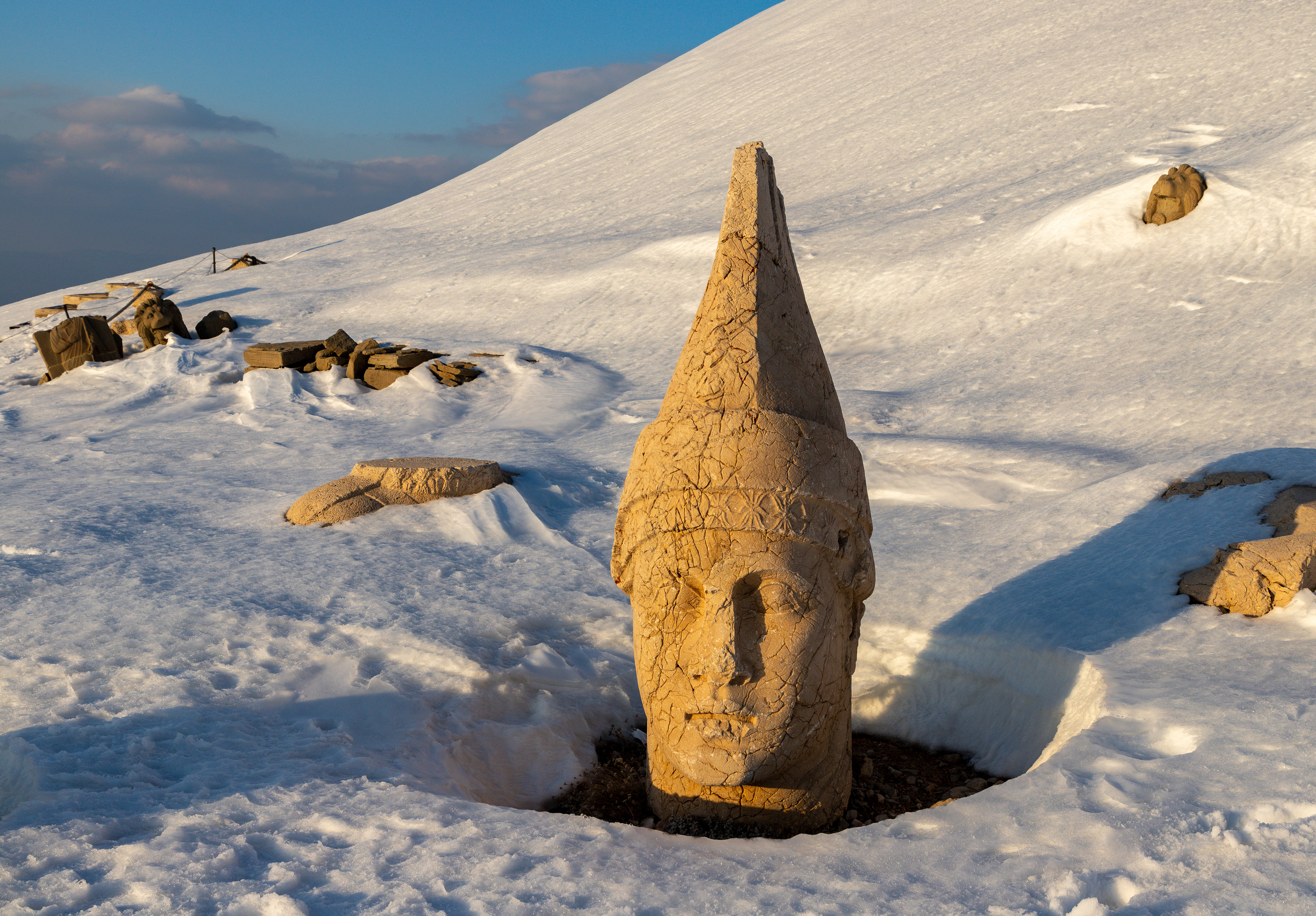
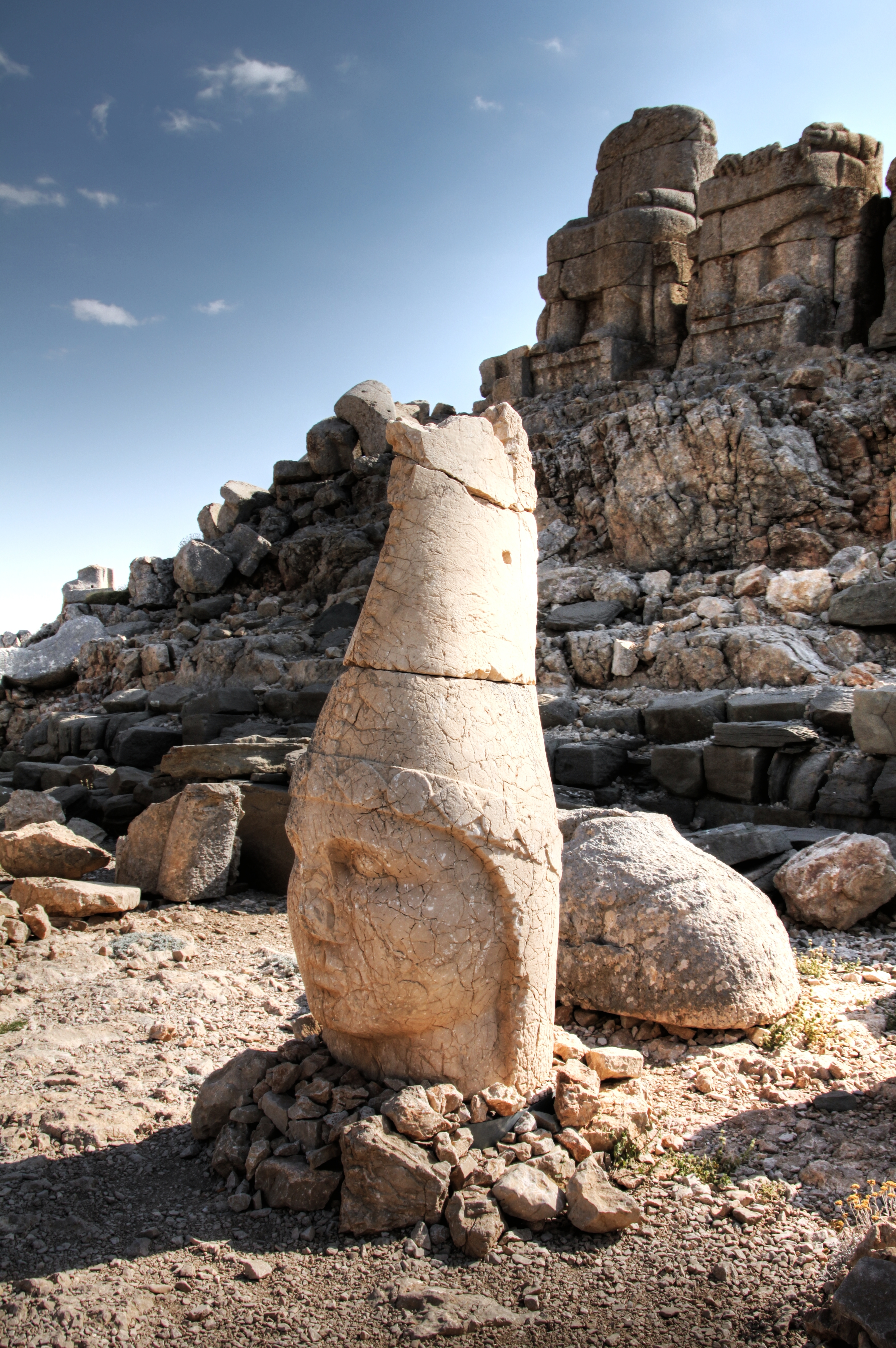
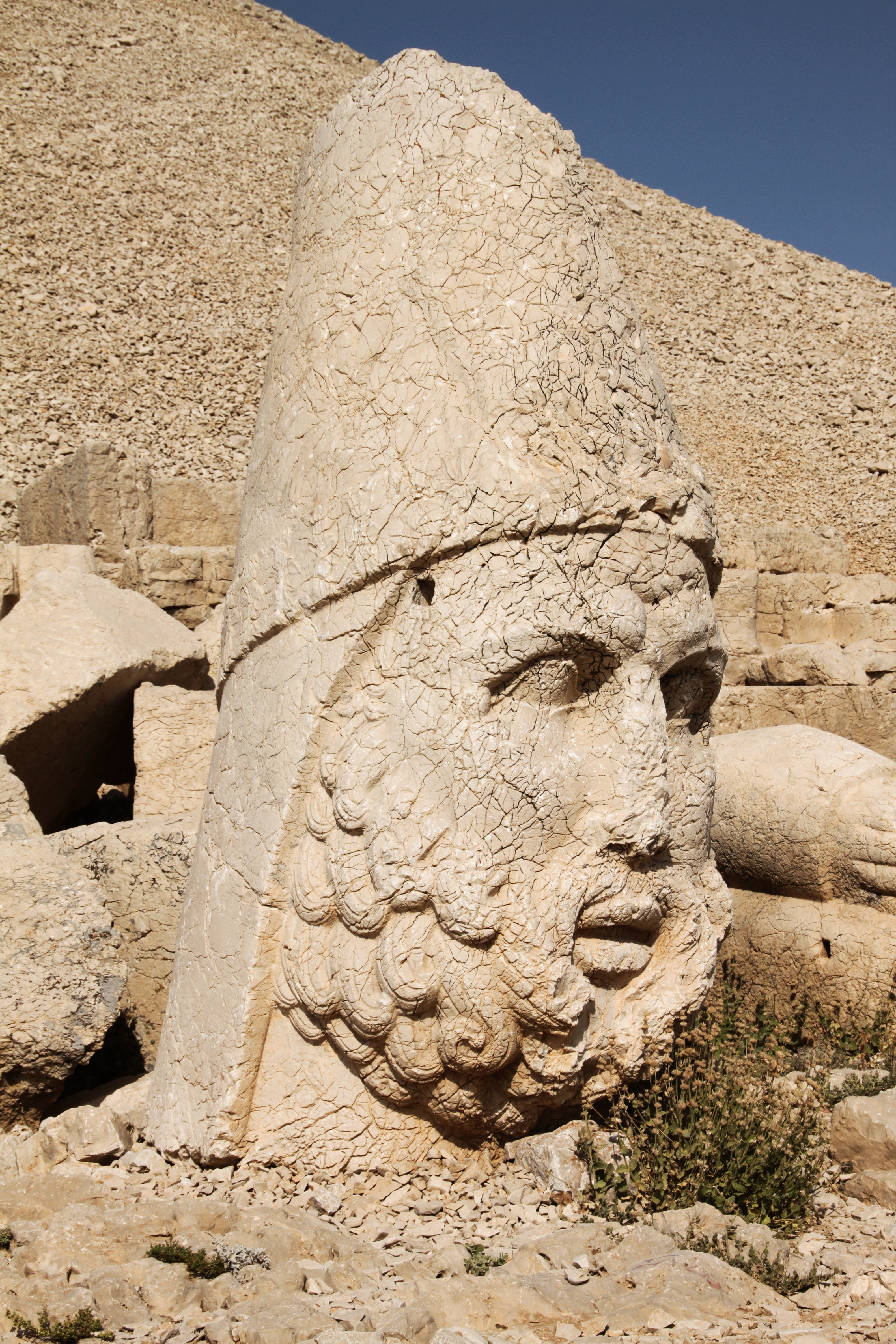
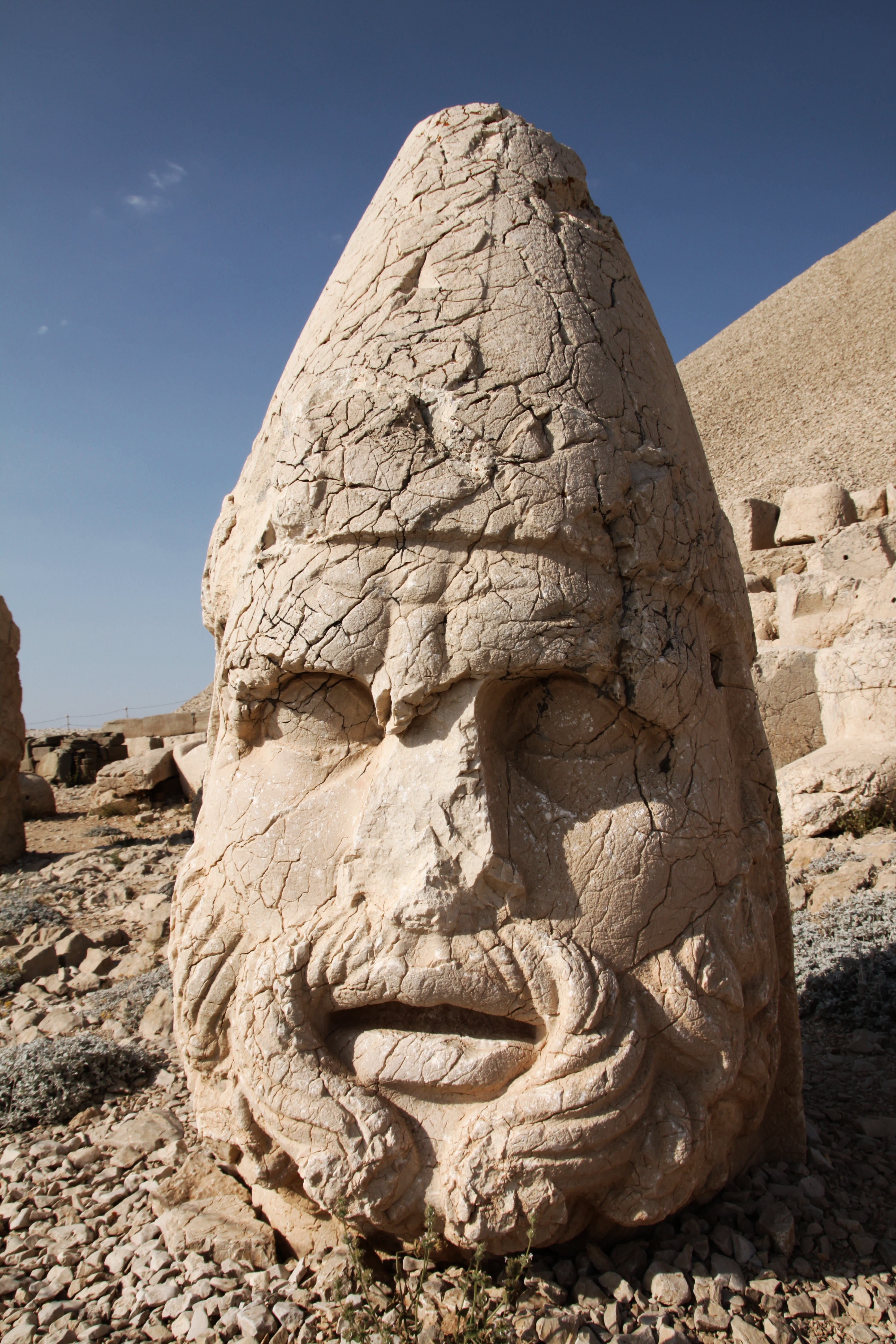
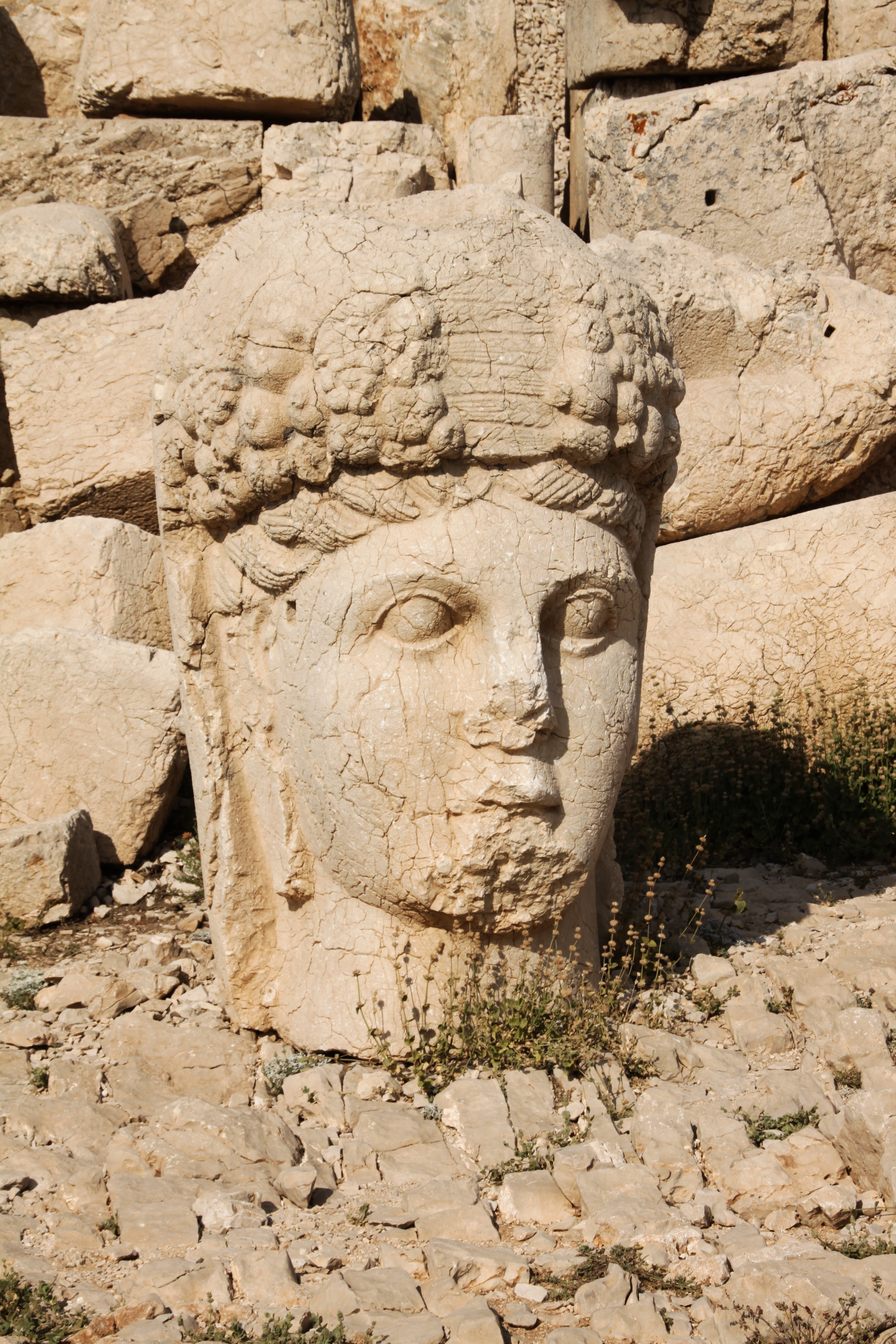
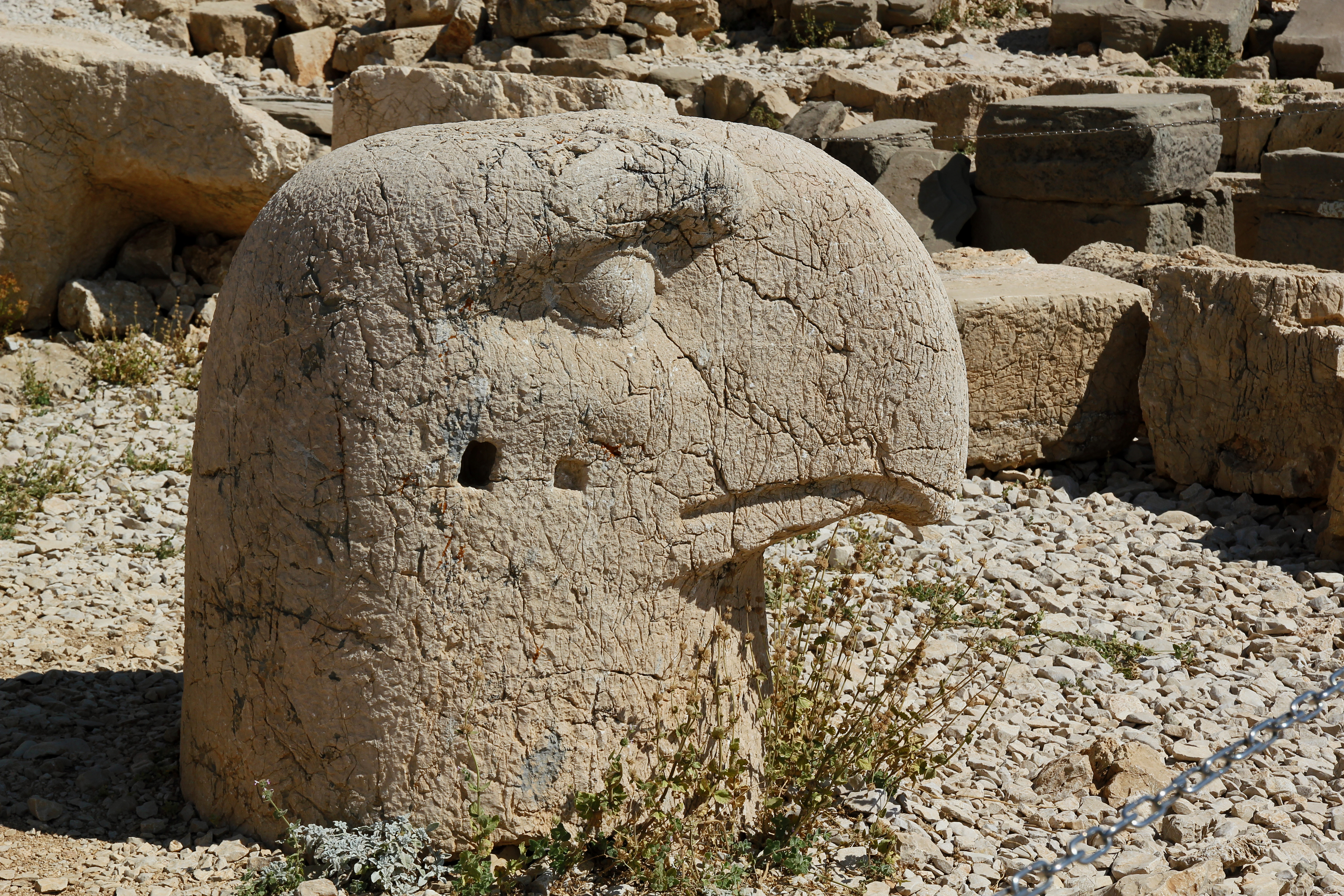
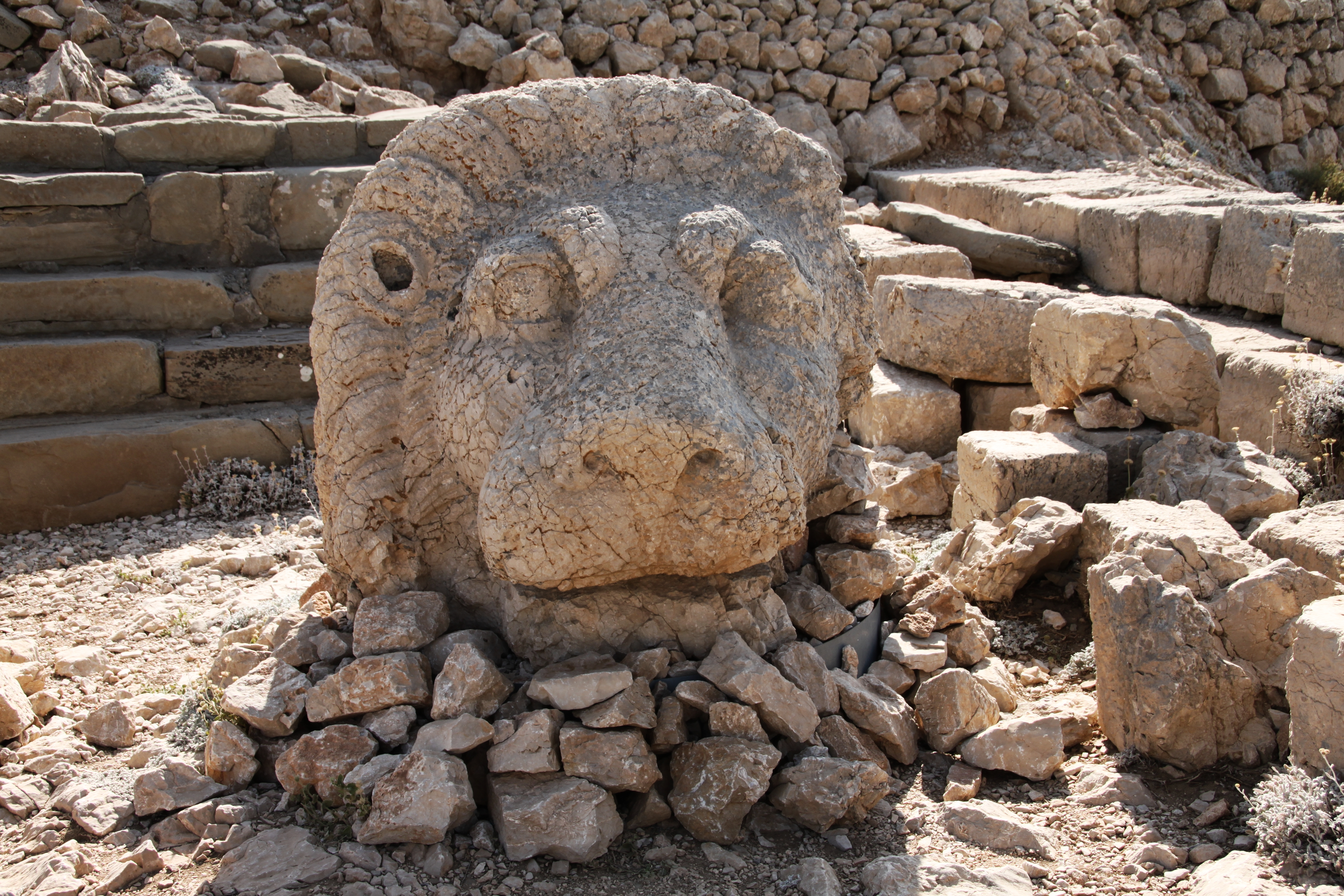
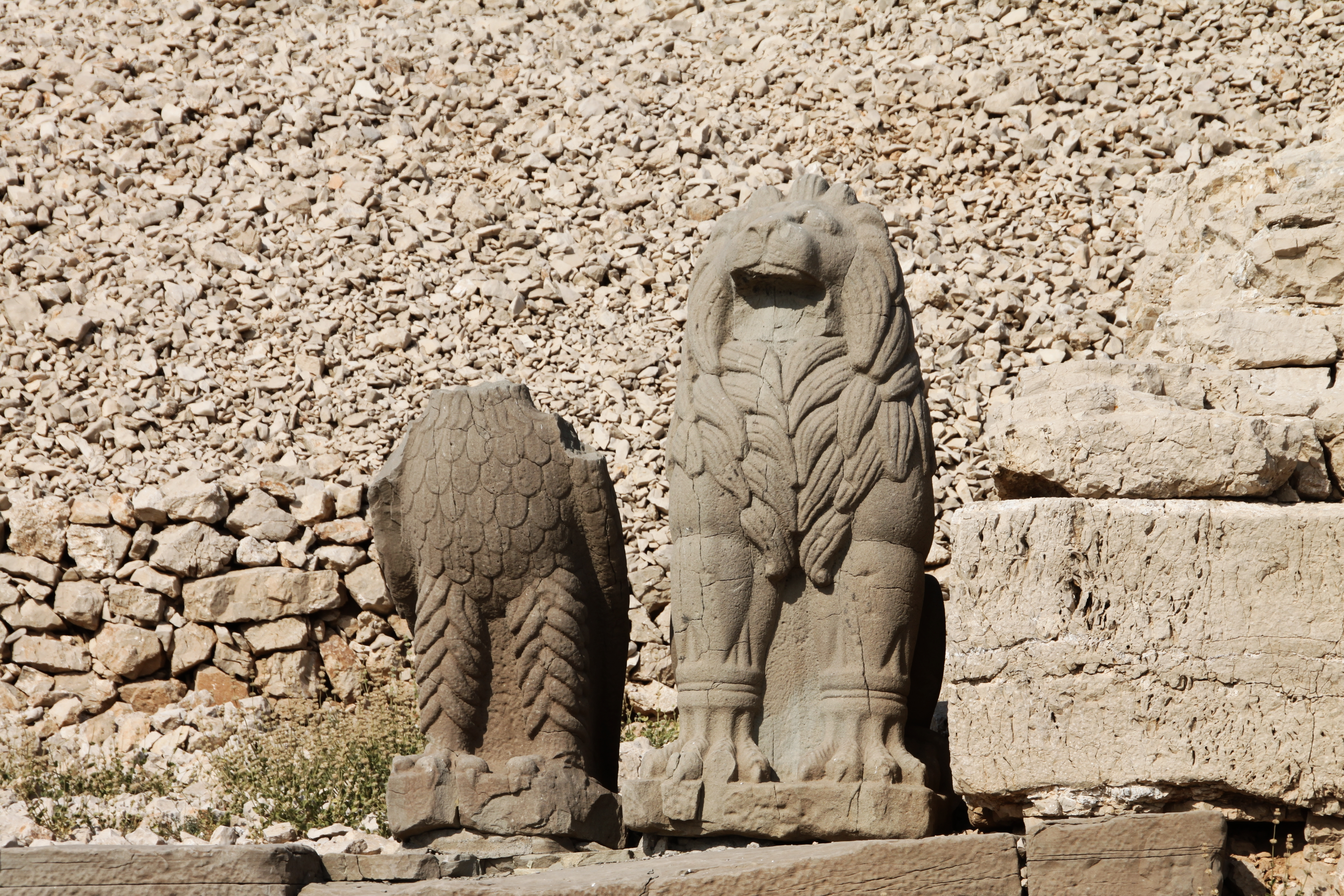
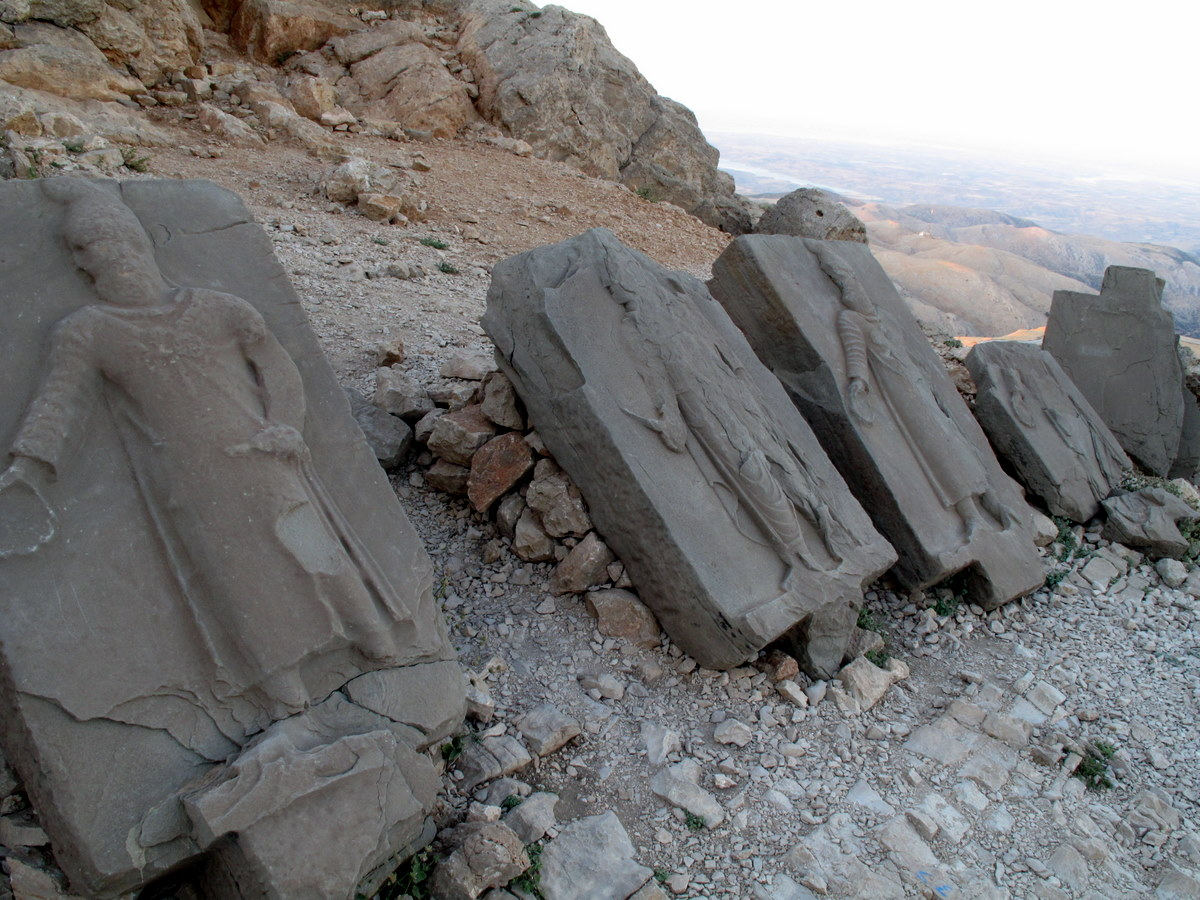